# Глядень (Новосибирская область)
Глядень — деревня в Мошковском районе Новосибирской области. Входит в состав Кайлинского сельсовета.

## Этимология
Название происходит от местного термина глядень — «возвышенность,
холм, открытое высокое место»

## География
Площадь деревни — 30 гектаров.

## Население
| 2002 | 2007 | 2010 |
| ---- | ---- | ---- |
| 104  | ↘91  | ↘54  |

## Инфраструктура
В деревне по данным на 2007 год функционирует 1 учреждение здравоохранения.